# ویکتور لازلو
ویکتور لازلو (فرانسوی: Viktor Lazlo‎؛ ۷ اکتبر ۱۹۶۰ – ) با نام اصلی «سونیا دِرونیه» (فرانسوی: Sonia Dronier‎) یک خواننده اهل بلژیک و فرانسه است.
اجداد او از کشورهای گرنادا و مارتینیک بوده و خود زادهٔ لوریان در فرانسه است. وی تحصیلات خود را در بلژیک به‌پایان رسانده و بیشتر در آن کشور مشهور است. وی نام هنری‌اش را از شخصیت «ویکتور لازلو» در فیلم کازابلانکا وام گرفته است.
ویکتور لازلو در سال ۱۹۸۷ میلادی، مجری مسابقه آواز یوروویژن در بروکسل بود.
او به زبان‌های انگلیسی، فرانسوی، اسپانیولی و آلمانی آواز می‌خواند و مشهورترین ترانه‌اش، «مشتاق» نام دارد.